# Leonida Pop

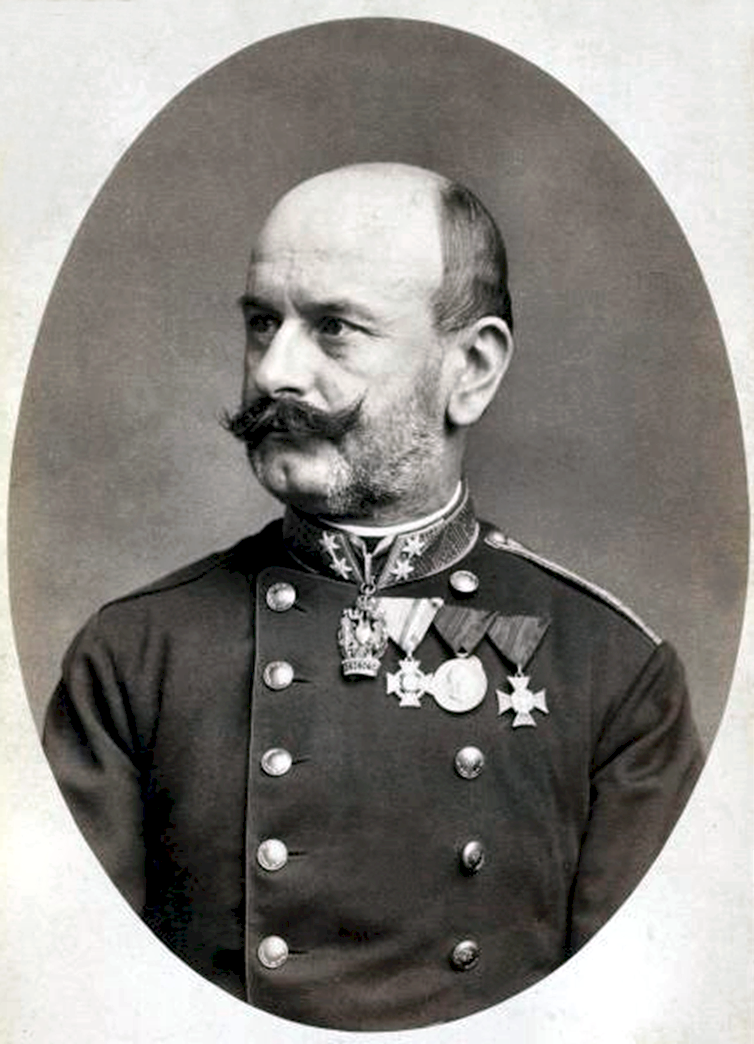
Leonida baron de Pop ca Feldmarschalleutnant, după 1885

Leonida baron de Pop (în germană Leonidas Freiherr von Popp, n. 15 octombrie 1831, Năsăud – d. 1 decembrie 1908, Baden, Austria) a fost un Feldzeugmeister imperial austriac și adjutant general al cancelariei militare a împăratului Franz Joseph al Austriei, de origine română și confesiune română unită.

## Origini

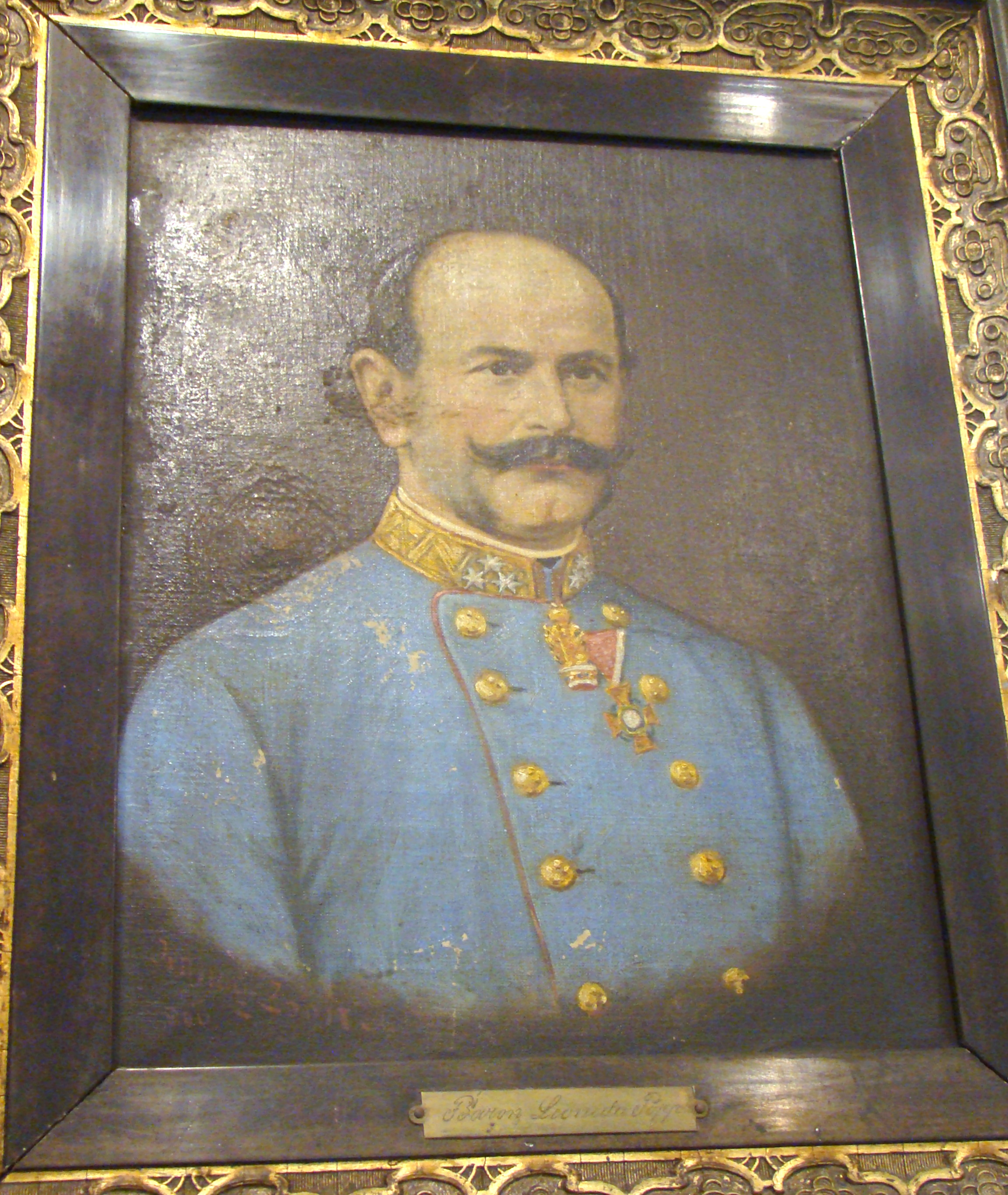
Leonida Pop, tablou de epocă (1881), Muzeul Grăniceresc Năsăudean

Leonida Pop provenea dintr-o celebră familie grănicerească năsăudeană. Bunicul său, Grigore Pop (n. 1762, Bichigiu – d. 1851, Năsăud), a fost primul ofițer român în Regimentul nr. 2 Românesc de Graniță de la Năsăud. Bunicul a avut patru feciori: Ion, Matei, Gavrilă și Leon, tatăl viitorului general, Leonida. Leon (n. 1797, Feldru – d. 1880, Năsăud), grănicer în sus numitul regiment, s-a căsătorit cu fiica maiorului austriac Wurzer, ofițer în acest regiment, având trei fete și un băiat – Laura, Matilda, Ida și Leonida.

## Biografie

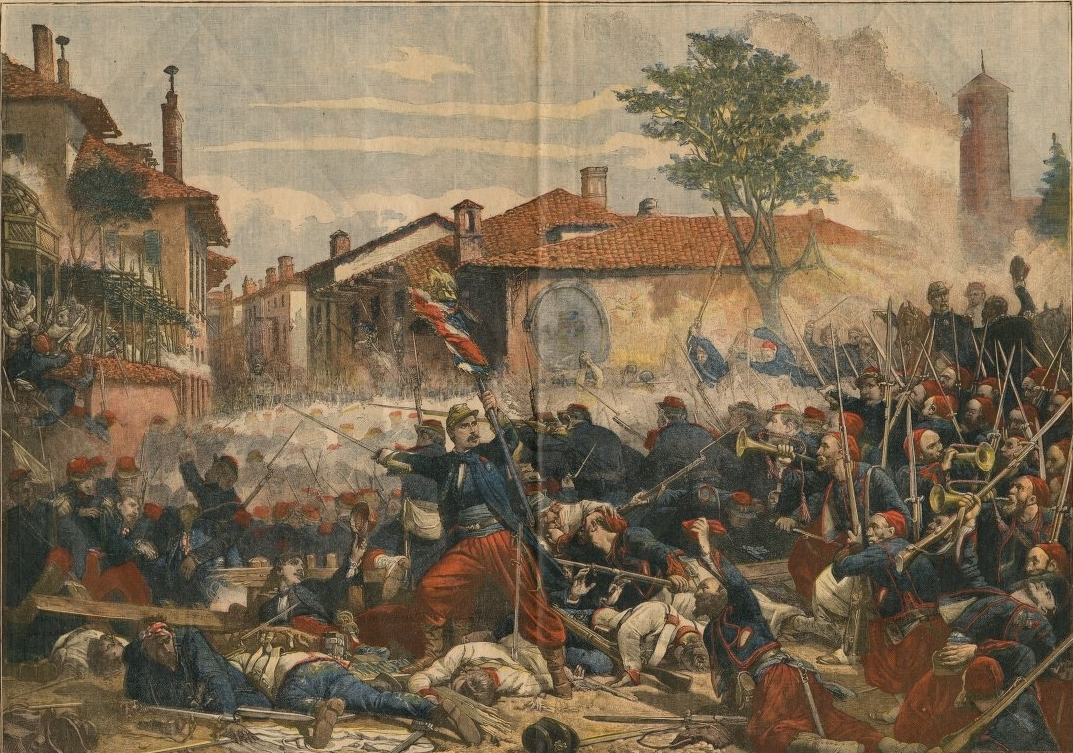
Bătălia de la Magenta

Leonida Pop a absolvit școala primară la Năsăud, începând tot aici și Institutul Militar (1843). La vârsta de 13 ani îl urmează pe tatăl său într-o călătorie la Viena, unde sunt primiți cei doi în audiență la împăratul Ferdinand I al Austriei, care a rămas uimit de agerimea și istețimea tânărului, fapt pentru care l-a primit în Academia Militară Tereziană din Wiener Neustadt, acolo unde puteau fi întâlniți de obicei doar copii de origine mai înaltă.
În 1851 a terminat Academia Militară (1851) și, fiind un elev eminent, a fost avansat la gradul de sublocotenent și repartizat la regimentul de infanterie nr. 51 „Karl Ferdinand”, garnizoana din Cluj. A fost primit la Cursul Militar Superior (Kriegschule) pe care-l termină în anul 1857 cu grad de locotenent, dovedind reale cunoștințe de strategie și tactică militară. Deja un an mai târziu a avansat în Statul Major General cu grad de căpitan.
Meritele lui în bătăliile de la Magenta și Turbigo în 1859 au fost recunoscute si onorate cu Crucea de Cavaler al  Ordinului Marelui Ducat Hessian de Merit și Ordinul de Merit Militar cu decorație de război (KD.), și prin urmare, la inaugurarea ei la 12 martie 1890, Medalia Militară de Merit (Signum Laudis) la banda Crucii Militare de Merit. Pentru acțiunile sale curajoase în Războiul Austro-Prusac, el a fost promovat la gradul de maior și a primit distinctia  "Cu cea mai mare expresie de satisfacție", de către împărat. Ofițerul a servit de la 13 noiembrie 1866 ca șef al Statului Major al diviziei 14 de infanterie și a avansat locotenent-colonel în Statul Major General la 19 septembrie 1869 (cu rang din 23 aprilie al anului).
Calitățile sale de mare strateg îl saltă pe postul de profesor de strategie, fortificații și serviciul tehnic în cadrul Școlii Centrale de Cavalerie de la Viena; La 1 septembrie 1875, Leonida Pop a fost avansat la gradul de colonel și comandant de rezervă al regimentului de infanterie nr. 6, apoi comandant al regimentului nr.48, iar din iunie 1876 șef de stat major la comanda generală din Agram (Zagreb). În august 1878 Leonida Pop a fost numit șef al cancelariei de operații al Armatei a V-a, luând parte la cucerirea Bosniei și Herțegovinei. Ca șef al brigăzii 15, Leonida Pop devine general de divizie, cu grad de general-maior la 1 mai 1880. A
Pentru serviciile sale valoroase generalul a fost onorat în 1881 de către împărat cu Ordinul Coroanei de Fier (Austria) de clasa 1, de acea și cu titlul de consilier secret și ridicat la rangul de baron.
Pe 12 aprilie 1881 a devenit șeful Cancelariei Militare și la 11 iunie 1881 a fost ales de împăratul Franz Joseph I. ca președinte al cancelariei și adjutant general al domnitorului. În martie 1889, s-a retras din cauza unei boli grave, plecând într-o stațiune din Elveția. În timpul mandatului său ca adjutant general baronului a fost promovat la 1 noiembrie 1885 la gradul de general-locotenent (Feldmarschalleutnant). Cu acest prilej, Leonida Pop a fost onorat de către regele Carol I al României cu Marea Cruce a Ordinului Coroanei României.
Pe 2 decembrie 1898 împăratul l-a onorat din nou, de această dată cu titlul de Feldzeugmeister, redenumit la 15 noiembrie 1908 în general de infanterie.
Generalul a decis în testamentul său, ca trupul său să fie incinerat. La Viena incinerarea  nu era posibilă atunci iar rămășițele sale pământești au trebuit să fie transportate mai întâi la Ulm, înainte ca cenușă sa să-și facă drumul spre orașul său natal Năsăud.
Prima sa piatră de mormânt păstra un text relevant pentru valoarea personalității sale: Feldgeneralhofmeister Baron Leonidas von Popp 1831–1908. „Latuosque decet cui dicet in diem dixise: Vixi!” („Despre cei mari se cuvine să se spună în veacuri: Am trăit!”)